# 伊戈尔·尤里耶维奇·奥列伊尼科夫
伊戈尔·尤里耶维奇·奥列伊尼科夫（俄语：Игорь Юльевич Олейников，羅馬化：Igor Yulievich Oleynikov，1953年1月4日—），又译伊戈尔·欧尼可夫，是俄罗斯插画家，繪本作家，2018年国际安徒生插画家奖得主。

## 生平
1953年出生于柳别尔齐，从小就开始学画。1976年从莫斯科化工学院毕业之后，一直致力于动画制作与童书插画事业，曾在电影工作室工作。
他的插画作品生动活泼，经典雅致，善于表现俄罗斯传统文化与经典形象，并赋予其独创而清奇的气质。

## 获奖情况
- 2004年和2009年的博洛尼亚童书展
- 2003年和2005年的布拉迪斯国际插画双年展[5]

## 著名作品
- 2016年：《童话》（亚历山大·普希金原著）
- 2011年：《一条小拖船的民谣》（约瑟夫·布罗茨基原著）
- 2007年：《马哈利亚老鼠上大学》（约翰·利思戈原著）

## 中文版本
- 伊戈尔·欧尼科夫（绘）. . 2018年国际安徒生奖长篇绘本. 由沈念驹翻译. 北斗少儿. 2018年10月. ISBN 9787558717420.
- 伊戈尔·欧尼科夫（绘）. . 2018年国际安徒生奖长篇绘本. 由沈念驹翻译. 北斗少儿. 2018年10月. ISBN 9787558717437.
- 伊戈尔·欧尼可夫（绘）. . 金羽毛·世界获奖绘本. 由刘嘉路翻译. 海燕出版社. 2015年8月. ISBN 9787535063052.
- 格林兄弟（原著）; 伊戈尔·欧尼可夫（绘）. . 金羽毛·世界获奖绘本. 由刘嘉路翻译. 海燕出版社. 2015年8月. ISBN 9787535063045.
- 伊戈尔·欧尼可夫（绘）. . 金羽毛·世界获奖绘本. 由刘嘉路翻译. 海燕出版社. 2015年8月. ISBN 9787535063076.
- 伊戈尔·欧尼可夫（绘）. . 金羽毛·世界获奖绘本. 由刘嘉路翻译. 海燕出版社. 2015年8月. ISBN 9787535063069.
- 安徒生（原著）; 伊戈尔·欧尼可夫（绘）. . 由林良翻译. 格林出版. 2006年1月. ISBN 9789577458650.
- 曹文轩（著）; 伊戈尔·欧尼可夫（绘）. . 接力出版社. 2019年3月. ISBN 9787544859707.